# Місяць Монтани
Місяць Монтани (англ. Montana Moon) — американський комедійний мюзикл режисера Малкольма Ст. Клера 1930 року.

## У ролях
- Джоан Кроуфорд — Джоан «Монтана» Прескотт
- Джонні Мак Браун — Ларрі Керріган
- Дороті Себастіан — Елізабет «Ліззі» Прескотт
- Бенні Рубін — Блум, доктор
- Кліфф Едвардс — Фроггі
- Рікардо Кортес — Джеффрі «Джефф» Пелхам
- Карл Дейн — Френк
- Ллойд Інгрехам — містер Джон Прескотт
- Джордж Рід — вахтер

## Ланки
- Місяць Монтани на сайті IMDb (англ.)
- Місяць Монтани на сайті AllMovie (англ.)
- Місяць Монтани на сайті American Film Institute Catalog[en] (англ.)